# Disneys Klassenhund: Der Film
Disneys Klassenhund: Der Film (engl.: Teacher’s Pet) ist ein US-amerikanischer Zeichentrickfilm der Walt Disney Company aus dem Jahr 2004. Der Kinofilm ist ein Ableger der Zeichentrickserie Disneys Klassenhund von Gary Baseman.

## Inhalt
In den Sommerferien wird Leonards Lehrerin und Mutter Mary Lou Helperman für die Neato Auszeichnung nominiert, zu der Preisverleihung in Florida nimmt sie Leonard mit. Jedoch kann Leonards Hund Spot zu der Preisverleihung nicht mitfahren und muss zu Hause bleiben. Während sich die anderen Haustiere Mr. Jolly und Pretty Boy im Fernsehen Pet-Sitter ansehen, setzt sich Spot aus Versehen auf die Fernbedienung und zappt auf Barry Angels mit dem Wissenschaftler Dr. Ivan Krank, der behauptet, Tiere in Menschen verwandeln zu können. Spot findet heraus, dass Dr. Krank in Florida wohnt und reist dorthin. Ein paar Kilometer außerhalb der Stadt findet Leonard Spot, dieser verkleidet sich als Schüler Scott Leandready und reist mit ihnen. 
Nachdem sie an ihrem Ziel angekommen sind, gesteht Spot Leonard, dass er nach einem Dr. Krank sucht, um sich in einem echten Menschen verwandeln zu lassen. Leonard ist damit einverstanden und hilft ihm, nach dem Wissenschaftler zu suchen. Sie finden Dr. Krank, der sich über seine bisherigen Misserfolge ärgert. Seine misslungene Experimente helfen Dr. Krank beim Versuch Spot in einen lebendigen Menschen zu verwandeln, jedoch in einen Erwachsenen. Dr. Krank will mit Scott seinen Erfolg der Menschheit zeigen. Scott geht, um eigene Klamotten bekommen, mietet sich ein Auto und ist auch Leiter 
des Unifortunotelly Trailer Park. Mr. Jolly und Pretty Boy versuchen zu retten Spot und die anderen Mutationen vor Dr. Krank. Nach einer Zugfahrt gehen die misslungenen Experimente nach Kuba und Florida. Während Pretty Boy und Mr. Jolly in Kuba verloren sind, zieht der menschliche Spot mit Leonard los, der nun aus Spot wieder einen Hund machen will. Die beiden verlieren den Überblick über die Zeit, schaffen es aber rechtzeitig zum Abendessen zurück ins Trailer Park und vergessen, dass anstelle von Scott Leadready II ein Fremder ist, den Mrs. Helperman nicht erkennen wird. Scott und Leonard erfinden schnell die Geschichte, dass diese neue Person Scott Manly-Manning ist, Scott Leadready II nach Hause musste und er ihm half. Mrs. Helperman lädt Scott zum Kaffee ein und verliebt sich bald in ihn. Scott beschließt, Mary Lou zu heiraten, aber Leonard mag diese Idee nicht. Scott ist sein Hund, sein Haustier, nicht sein Vater. Scott sagt ihm, dass er nicht mehr sein Hund ist. Schließlich hat Leonard Scotts Sturheit satt und verleugnet Scott als seinen Hund. Er beschlagnahmt Scotts Halsband und fordert Scott auf, ihn und seine Mutter in Ruhe zu lassen. Scott geht einsam in ein Hotel. Pretty Boy und Jolly schaffen es endlich nach Florida und Leonard erzählt ihnen die ganze Geschichte. Er kommt zu dem Schluss, dass er und Scott nur zusammen sein können, wenn er nach Krank geht und sich von ihm in einen Hund verwandeln lässt. Scott kommt kurz nachdem Leonard gegangen ist und nachdem er den Schock überwunden hat, Spot als Menschen zu sehen, erzählen ihm Pretty Boy und Jolly, dass Leonard in Krank's Labor gegangen ist. Krank plant, Leonard in einen Hund zu verwandeln und ihn als Köder zu benutzen, um Scott zurückzubekommen, und dann wird er sowohl den Jungen als auch den Hund haben. Scott kommt gerade im Labor an, als Leonard am Tisch festgeschnallt wird. Scott löst Leonard und zerstört Krank's Maschine, indem er das Nickel, das Krank ihm zuvor gegeben hatte, in einen Schlitz der Maschine mit der Aufschrift "Quarters Only" einführt. Die Maschine fängt zufällig an zu schießen, verwandelt Krank in eine Maus und tötet scheinbar Scott, verwandelt ihn in einen Haufen blauen Staubes. Leonard schlägt wütend auf die Maschine ein und sie schießt auf den blauen Staub und verwandelt Scott wieder in seine ursprüngliche Hundeform. Leonard und Spot treffen sich wieder.

## Kritik
„Einfältiger Zeichentrickfilm nach einer Disney-Fernsehserie, der weder kindgerecht noch halbwegs intelligent unterhält.“